# 蟠桃街道
蟠桃街道是中华人民共和国贵州省黔西南布依族苗族自治州望谟县下辖的一个街道办事处。

## 行政区划
蟠桃街道下辖以下村级行政区划单位：
平郎社区、蟠桃园社区、福临社区、城南社区、甘莱村。